# Nowoczesna ortodoksja
Nowoczesna ortodoksja (neoortodoksja) – nurt judaizmu stworzony przez Samsona Raphaela Hirscha we Frankfurcie pod koniec XIX wieku. Jego hasłem było „Tora im derek erec” (Prawo z miejscowymi zwyczajami). Obecnie większość Żydów ortodoksyjnych na świecie to nowocześni ortodoksi. Jest to religia państwowa w Izraelu. Dominuje także w większości krajów, gdzie mieszka diaspora żydowska, z wyjątkiem USA, gdzie dominuje judaizm reformowany. W przeciwieństwie do judaizmu ultraortodoksyjnego korzystają oni z techniki, ubierają się zgodnie ze współczesną modą i pracują w świeckich zawodach, jak prawnicy, lekarze, policjanci itd. W USA określa się go czasem jako judaizm centrowy pomiędzy ultraortodoksją a judaizmem reformowanym. Konwersja wymaga brit mila, zanurzenia w mykwie i egzaminu przed bejt dinem.